# Billingsleyite
La billingsleyite è un minerale.